# كارين (عائلة)
عائلة كارين ( الشرق الفارسي : كارين، البارثية : 𐭊𐭓𐭍𐭉 كارين، (بالفارسية: کارن) كانت كارين أو كارين ، المعروفة أيضًا باسم كارين باهلاف ( كارون باهلاو ) واحدة من عائلات النبلاء السبع الكبرى في إيران خلال حكم البارثيين والساسانيين. كان مقر السلالة في نهاوند حوالي 65 كيلومتر جنوب إيكباتانا (مدينة همدان الحالية ، إيران ). كان أفراد عائلة كارين من ذوي الرتب البارزة في الهيكل الإداري للإمبراطورية الساسانية في فترات متعددة من تاريخها الممتد لقرون.